# Františkánský klášter v Rodezu
Františkánský klášter v Rodezu (francouzsky Couvent des Cordeliers de Rodez) byl založen v Rodezu během 13. století a zaujímal významné postavení v náboženském životě města a hrabat z Rodezu, z nichž řada našla v jeho zdech poslední odpočinek. K jeho poničení došlo během roku 1791 během Velké francouzské revoluce. Roku 1803 byla část nezničeného mobiliáře převezena do kostela v obci Carcenac-Salmiech a o třicet let později byla nepoužitelná stavba určena k demolici. Dnes na jejím místě stojí justiční palác.

## Seznam osob pohřbených v klášteře
- Mascaronne z Comminges † 1292, manželka Jindřicha II. z Rodezu
- Cecílie z Rodezu † 1313, manželka Bernarda IV. z Armagnacu
- Beatrix z Clermontu † 1364, manželka Jana I. z Armagnacu
- Bona z Berry † 1435, manželka Bernarda VII. z Armagnacu